# Публий Петроний
Публий Петроний (на латински: Publius Petronius) е римлянин от род Петронии.
Женен е за Плавция, сестра на Авъл Плавций. Той е баща на Понтия, която се омъжва за Марк Ветий Болан (суфектконсул 66 г.). Осиновява вероятно Публий Петроний Турпилиан (консул 61 г.).
Дядо е на близнаците Марк Ветий Болан (консул 111 г.) и Ветий Криспин.